# Plateremaeus novemsetosus
Plateremaeus novemsetosus är en kvalsterart som beskrevs av J. och P. Balogh 1983. Plateremaeus novemsetosus ingår i släktet Plateremaeus och familjen Plateremaeidae. Inga underarter finns listade i Catalogue of Life.